# Komitet Akademicki
Komitet Akademicki – polska konspiracyjna organizacja studencka zawiązana w 1860 roku przez Karola Majewskiego. 
W lipcu 1861 roku bardziej radykalna grupa działaczy pod przywództwem Władysława Daniłowskiego powołała nową, lepiej zakonspirowaną organizację pod tą samą nazwą. Jego członkowie przygotowywali manifestacje patriotyczne w Warszawie.